# Nazionale maschile di hockey su ghiaccio della Cecoslovacchia
La nazionale di hockey su ghiaccio maschile della Cecoslovacchia fu una delle più importanti rappresentative di hockey su ghiaccio della storia, in un lasso di tempo che andò dal 1920 fino al 1992, periodo in cui furono organizzati nel paese otto campionati mondiali.
Nell'era del dominio sovietico fu spesso in lotta con altre nazionali, in particolare la Svezia, per ottenere la medaglia d'argento, pur riuscendo talvolta nell'impresa di sconfiggere i sovietici. A causa della divisione della Cecoslovacchia in due entità separate, Repubblica Ceca e Slovacchia, a partire dal 1993 la nazionale cessò di esistere, e si crearono le squadre cechee slovacche. La IIHF riconobbe come erede della tradizione cecoslovacca la formazione ceca, la quale ebbe il diritto di continuare a disputare i campionati mondiali di Gruppo A, mentre la formazione slovacca dovette ripartire dal Pool C.
In settantadue anni di storia la nazionale cecoslovacca ottenne importantissimi successi come 6 medaglie d'oro ai campionati mondiali, oltre a dieci argenti e quattordici bronzi; in ambito olimpico il palmarès vanta quattro secondi e quattro terzi posti. Nei campionati europei invece la Cecoslovacchia conquistò quattordici ori, ventidue argenti e quattordici bronzi. Nella Canada Cup infine ottenne un argento ed un bronzo.

## Lista degli allenatori
- 1946-1948: Mike Buckna
- 1949: Antonín Vodička
- 1950-1951: Josef Herman
- 1951-1952: Jiří Tožička, Josef Herman
- 1952-1953: Josef Herman, Eduard Farda
- 1953-1956: Vladimír Bouzek
- 1956-1957: Vladimír Kostka, Bohumil Rejda
- 1957-1958: Bohumil Rejda
- 1958-1959: Vlastimil Sýkora
- 1959-1960: Eduard Farda, Ladislav Horský
- 1960-1962: Zdeněk Andršt, Vladimír Kostka

- 1962-1964: Jiří Anton
- 1964-1966: Vladimír Bouzek, Vladimír Kostka
- 1966-1967: Jaroslav Pitner
- 1967-1973: Vladimír Kostka, Jaroslav Pitner
- 1973-1979: Karel Gut,  Ján Starší
- 1979-1980: Karel Gut, Luděk Bukač, Stanislav Neveselý
- 1980-1985: Luděk Bukač, Stanislav Neveselý
- 1985-1988: Ján Starší, František Pospíšil
- 1988-1990: Pavel Wohl, Stanislav Neveselý
- 1990-1991: Stanislav Neveselý, Josef Horešovský
- 1991-1993: Ivan Hlinka, Jaroslav Walter

## Risultati

### Campionati mondiali
| Edizione | Sede                                         | Piazzamento                                               |        |
| -------- | -------------------------------------------- | --------------------------------------------------------- | ------ |
| 1920     | Anversa (Olimpiadi invernali)                | 3º posto                                                  | roster |
| 1924     | Chamonix (Olimpiadi invernali)               | 6º posto                                                  | roster |
| 1928     | Sankt Moritz (Olimpiadi invernali)           | 7º posto                                                  | roster |
| 1930     | Chamonix Vienna Berlino                      | 6º posto                                                  | roster |
| 1931     | Krynica                                      | 5º posto                                                  | roster |
| 1932     |                                              | n/d                                                       |        |
| 1933     | Praga                                        | 3º posto                                                  | roster |
| 1934     | Milano                                       | 5º posto                                                  | roster |
| 1935     | Davos                                        | 4º posto                                                  | roster |
| 1936     | Garmisch-Partenkirchen (Olimpiadi invernali) | 4º posto                                                  | roster |
| 1937     | Londra                                       | 6º posto                                                  | roster |
| 1938     | Praga                                        | 3º posto                                                  | roster |
| 1939     | Basilea e Zurigo                             | 4º posto                                                  | roster |
| 1947     | Praga                                        | 1º posto                                                  | roster |
| 1948     | Sankt Moritz (Olimpiadi invernali)           | 2º posto                                                  | roster |
| 1949     | Stoccolma                                    | 1º posto                                                  | roster |
| 1950     | Londra                                       | º posto                                                   | roster |
| 1951     |                                              | n/d                                                       |        |
| 1952     | Oslo (Olimpiadi invernali)                   | 4º posto                                                  | roster |
| 1953     | Zurigo e Basilea                             | 4º posto                                                  | roster |
| 1954     | Stoccolma                                    | 4º posto                                                  | roster |
| 1955     | Colonia, Düsseldorf, Krefeld e Dortmund      | 3º posto                                                  | roster |
| 1956     | Cortina d'Ampezzo (Olimpiadi invernali)      | 5º posto                                                  | roster |
| 1957     | Mosca                                        | 3º posto                                                  | roster |
| 1958     | Oslo                                         | 4º posto                                                  | roster |
| 1959     | Cecoslovacchia                               | 3º posto                                                  | roster |
| 1960     | Squaw Valley (Olimpiadi invernali)           | 4º posto                                                  | roster |
| 1961     | Ginevra e Losanna                            | 2º posto                                                  | roster |
| 1962     |                                              | n/d                                                       |        |
| 1963     | Stoccolma                                    | 3º posto                                                  | roster |
| 1964     | Innsbruck (Olimpiadi invernali)              | 3º posto                                                  | roster |
| 1965     | Tampere                                      | 2º posto                                                  | roster |
| 1966     | Lubiana                                      | 2º posto                                                  | roster |
| 1967     | Vienna                                       | 4º posto                                                  | roster |
| 1968     | Grenoble (Olimpiadi invernali)               | 2º posto                                                  | roster |
| 1969     | Stoccolma                                    | 3º posto                                                  | roster |
| 1970     | Stoccolma                                    | 3º posto                                                  | roster |
| 1971     | Ginevra e Berna                              | 2º posto                                                  | roster |
| 1972     | Praga                                        | 1º posto                                                  | roster |
| 1973     | Mosca                                        | 3º posto                                                  | roster |
| 1974     | Helsinki                                     | 2º posto                                                  | roster |
| 1975     | Monaco e Düsseldorf                          | 2º posto                                                  | roster |
| 1976     | Katowice                                     | 1º posto                                                  | roster |
| 1977     | Vienna                                       | 1º posto                                                  | roster |
| 1978     | Praga                                        | 2º posto                                                  | roster |
| 1979     | Mosca                                        | 2º posto                                                  | roster |
| 1981     | Göteborg                                     | 3º posto                                                  | roster |
| 1982     | Helsinki e Tampere                           | 2º posto                                                  | roster |
| 1983     | Dortmund, Düsseldorf e Monaco di Baviera     | 2º posto                                                  | roster |
| 1985     | Praga                                        | 1º posto                                                  | roster |
| 1986     | Mosca                                        | 5º posto                                                  | roster |
| 1987     | Vienna                                       | 3º posto                                                  | roster |
| 1989     | Stoccolma e Södertälje                       | 3º posto                                                  | roster |
| 1990     | Berna e Friburgo                             | 3º posto                                                  | roster |
| 1991     | Turku, Tampere e Helsinki                    | 6º posto                                                  | roster |
| 1992     | Praga e Bratislava                           | 3º posto                                                  | roster |
| 1993     |                                              | n/d                                                       |        |
| 1994     |                                              | n/d                                                       |        |
| 1995     |                                              | n/d                                                       |        |
| 1996     |                                              | n/d                                                       |        |
| 1997     |                                              | n/d                                                       |        |
| 1998     |                                              | n/d                                                       |        |
| 1999     |                                              | n/d                                                       |        |
| 2000     |                                              | n/d                                                       |        |
| 2001     |                                              | n/d                                                       |        |
| 2002     |                                              | n/d                                                       |        |
| 2003     |                                              | n/d                                                       |        |
| 2004     |                                              | n/d                                                       |        |
| 2005     |                                              | n/d                                                       |        |
| 2006     |                                              | n/d                                                       |        |
| 2007     |                                              | n/d                                                       |        |
| 2008     |                                              | n/d                                                       |        |
| 2009     |                                              | n/d                                                       |        |
| 2010     |                                              | n/d                                                       |        |
| 2011     |                                              | n/d                                                       |        |
| 2012     |                                              | n/d                                                       |        |
| 2013     |                                              | n/d                                                       |        |
| 2014     |                                              | n/d                                                       |        |
| 2015     |                                              | n/d                                                       |        |
| 2016     |                                              | n/d                                                       |        |
| 2017     |                                              | n/d                                                       |        |
| 2018     |                                              | n/d                                                       |        |
| 2019     |                                              | n/d                                                       |        |
| 2020     |                                              | Competizioni annullate a causa della pandemia di COVID-19 |        |
| 2021     |                                              | Competizioni annullate a causa della pandemia di COVID-19 |        |

### Olimpiadi
| Edizione | Sede                   | Piazzamento |        |
| -------- | ---------------------- | ----------- | ------ |
| 1920     | Anversa                | 3º posto    | roster |
| 1924     | Chamonix               | 6º posto    | roster |
| 1928     | Sankt Moritz           | 7º posto    | roster |
| 1932     | Lake Placid            | n/d         |        |
| 1936     | Garmisch-Partenkirchen | 4º posto    | roster |
| 1948     | Sankt Moritz           | 2º posto    | roster |
| 1952     | Oslo                   | 4º posto    | roster |
| 1956     | Cortina d'Ampezzo      | 5º posto    | roster |
| 1960     | Squaw Valley           | 4º posto    | roster |
| 1964     | Innsbruck              | 3º posto    | roster |
| 1968     | Grenoble               | 2º posto    | roster |
| 1972     | Sapporo                | 3º posto    | roster |
| 1976     | Innsbruck              | 2º posto    | roster |
| 1980     | Lake Placid            | 5º posto    | roster |
| 1984     | Sarajevo               | 2º posto    | roster |
| 1988     | Calgary                | 6º posto    | roster |
| 1992     | Albertville            | 3º posto    | roster |
| 1994     | Lillehammer            | n/d         |        |
| 1998     | Nagano                 | n/d         |        |
| 2002     | Salt Lake City         | n/d         |        |
| 2006     | Torino                 | n/d         |        |
| 2010     | Vancouver              | n/d         |        |

### Campionato europeo
| Edizione | Sede                           | Piazzamento |        |
| -------- | ------------------------------ | ----------- | ------ |
| 1910     | Montreux                       | n/d         |        |
| 1911     | Berlino                        | n/d         |        |
| 1912     | Praga                          | n/d         |        |
| 1913     | Monaco di Baviera              | n/d         |        |
| 1914     | Berlino                        | n/d         |        |
| 1921     | Stoccolma                      | 2º posto    | roster |
| 1922     | Sankt Moritz                   | 1º posto    | roster |
| 1923     | Anversa                        | 3º posto    | roster |
| 1924     | Milano                         | n/d         |        |
| 1925     | Štrbské Pleso e Starý Smokovec | 1º posto    | roster |
| 1925     | Davos                          | 2º posto    | roster |
| 1927     | Vienna                         | 5º posto    | roster |
| 1929     | Budapest                       | 1º posto    | roster |
| 1932     | Berlino                        | 5º posto    | roster |

### Canada Cup
| Anno | Competizione        | Sede                                                                                               | Piazzamento |        |
| ---- | ------------------- | -------------------------------------------------------------------------------------------------- | ----------- | ------ |
| 1976 | Canada Cup          | Ottawa, Toronto, Montréal Filadelfia                                                               | 2º posto    | roster |
| 1981 | Canada Cup          | Edmonton, Winnipeg, Montréal e Ottawa                                                              | 3º posto    | roster |
| 1984 | Canada Cup          | Halifax, Montréal, London, Edmonton, Vancouver, Calgary Buffalo                                    | 5º posto    | roster |
| 1987 | Canada Cup          | Calgary, Hamilton, Regina, Sydney, Montréal Hartford                                               | 4º posto    | roster |
| 1991 | Canada Cup          | Toronto, Hamilton, Saskatoon, Montréal, Québec Pittsburgh, Detroit e Chicago                       | 6º posto    | roster |
| 1996 | World Cup of Hockey | Vancouver, Ottawa e Montréal New York e Filadelfia Stoccolma Helsinki Garmisch-Partenkirchen Praga | n/d         |        |
| 2004 | World Cup of Hockey | Toronto e Montréal Saint Paul Stoccolma Helsinki Colonia Praga                                     | n/d         |        |
| 2016 | World Cup of Hockey | Toronto                                                                                            | n/d         |        |

## Nazionale Under-20
La Cecoslovacchia prese parte al Campionato mondiale di hockey su ghiaccio Under-20 fin dalla sua nascita nel 1977 fino al 1993, e fu sede delle competizioni in due occasioni. Il suo palmarès, acquisito dopo la dissoluzione dalla compagine ceca, vanta cinque medaglie d'argento e sei di bronzo, mentre le partecipazioni totali furono diciassette.

## Nazionale Under-18
La Cecoslovacchia prese parte al Campionato europeo di hockey su ghiaccio Under-18 fin dalla sua nascita nel 1968 fino al 1993, e fu sede delle competizioni in cinque occasioni. Il suo palmarès, acquisito dopo la dissoluzione dalla compagine ceca, vanta cinque medaglie d'oro, nove d'argento e otto di bronzo.